# Lục Bàn Thủy
Lục Bàn Thủy (giản thể: 六盘水) là một địa cấp thị ở tỉnh Quý Châu của Cộng hòa Nhân dân Trung Hoa. Dân số địa cấp thị là 2.830.000 người, còn dân số thành thị là 251.900 người. Năm 2006. Đây là thành phố lớn thứ hai của Quý Châu. Diện tích 9926 km².

## Lịch sử
Địa cấp thị này được thành lập năm 1978. 

## Hành chính
Lục Bàn Thủy được chia thành 4 đơn vị hành chính cấp huyện, bao gồm 2 quận, 1 thành phố cấp huyện và 1 đặc khu
- Quận: Chung Sơn (钟山区), Thủy Thành (水城区)
- Thành phố cấp huyện Bàn Châu (盘州市)
- Đặc khu cấp huyện: Lục Chi (六枝特区)